# 니시이사하야역
니시이사하야역(일본어: 西諫早駅)은 일본 나가사키현 이사하야시에 있는 규슈 여객철도 나가사키 본선의 역이다. 상대식 승강장 2면 2선의 구조를 지닌 지상역이다.

## 타는 곳
| 1 | ■ 나가사키 본선 | (상행) | 이사하야 · 도스 · 하이키 · 사세보 방면 |
| 2 | ■ 나가사키 본선 | (하행) | 나가사키 방면                          |

## 이용 현황
| 연도     | 하루 평균 승차 인원 |
| 2000년도 | 1,164               |
| 2001년도 | 1,215               |
| 2002년도 | 1,222               |
| 2003년도 | 1,175               |
| 2004년도 | 1,140               |
| 2005년도 | 1,060               |
| 2006년도 | 1,058               |
| -------- | ------------------- |

## 역 주변
- 나가사키 자동차도 이사하야 나들목
- 국도 제34호선

## 인접 역
| 규슈 여객철도 ■ 나가사키 본선 | 규슈 여객철도 ■ 나가사키 본선 | 규슈 여객철도 ■ 나가사키 본선 |
| ----------------------------- | ----------------------------- | ----------------------------- |
| 이사하야 도스 방면            |                               | 기키쓰 나가사키 방면          |